# Laura Voutilainen
Sanna Laura Heikkila (nacida como Sanna Laura Voutilainen, el 17 de mayo de 1975, Jyväskylä) es una cantante finlandesa. Ella fue la representante de su país en el Festival de la Canción de Eurovisión 2002. Publicó su primer álbum homónimo en 1994.

## Carrera
Su sencillo debut titulado "Muuttanut oon maailman" fue lanzado en 1993, pero su éxito lo alcanzaría poco tiempo después con el lanzamiento de "Kerran" ese mismo año, el que alcanzó a ingresar al Top Ten de las listas de éxitos de Finlandia en enero de 1994. En 1994, además, publicó su álbum debut homónimo, el cual vendió más de 120,000 copias; Voutilainen fue consecuentemente, premiada como Mejor cantante femenina de Finlandia en los Emma Gaala en 1994, honor que volvió a recibir en 1996. También se ha desempeñado como rostro televisivo, llegando a tener su propio programa.
Laura participó en la Final Nacional finlandesa para elegir a un representante para el Festival de la Canción de Eurovisión 2002, donde ella interpretó la canción "Addicted to You". Finalmente, ella logró conseguir su pase para viajar a Tallin, Estonia a representar al país nórdico. Pese a una gran campaña publicitaria hecha para su canción, y al parecer, la mayor campaña hecha para un concursante finlandés en Eurovisión, Laura sólo consiguió 24 puntos, posicionándose en el 20° puesto de 24 países.
En 2007, Voutilainen volvió a participar en una selección nacional para elegir al siguiente representante de Finlandia en el Festival de Eurovisión ese mismo año, celebrado en su capital Helsinki, luego de que ellos alcanzaran por primera vez, la victoria en manos del grupo Lordi. Laura compitió con dos canciones: "Kosketa Mua" y "Take a Chance", siendo esta última la que consiguió pasar a la final y posicionarse en el 4° puesto del concurso Euroviisut 2007.

## Discografía
Álbumes de estudio
- Laura Voutilainen (1994)
- Kaksi karttaa (1996)
- Lumikuningatar (1997)
- Etelän yössä (1998)
- Puolet sun auringosta (2001)
- Puolet sun auringosta (2002)
- Päiväkirja (2003)
- Tässä hetkessä (2005)
- Tässä hetkessä (2005)
- Lauran päiväkirja (2006)
- Kosketa mua (2007)
- Palaa (2008)
- Sydänjää (2009)
- Suurimmat hitit (2010)
- Ihmeitä (2011)
- KokoNainen (2013)
- Miks ei (2017)
- Minun tähteni (2019)